# Saint Ange
Cet article concerne un film français. Pour les saints catholiques, voir Saint Ange (homonymie).
Pour plus de détails, voir Fiche technique et Distribution.
Saint Ange est un film français réalisé par Pascal Laugier, sorti en 2004.
Le film se déroule en France en 1958. Anna, une jeune femme, est engagée pour nettoyer Saint Ange, un orphelinat qui ferme ses portes à la suite de la mort brutale et mystérieuse d'un enfant. Enfermée dans cette bâtisse avec pour seule compagnie Judith, une orpheline sans âge et dérangée, et Illinca, gouvernante et cuisinière de Saint Ange, Anna entend peu à peu des bruits de pas, des chuchotements et parfois même des rires. Elle en est convaincue : quelque part dans la maison, il y a des enfants. Commence alors pour elle une étrange enquête qui a peut-être un rapport direct avec la mort du pensionnaire.

## Synopsis
L'histoire commence un soir d'orage alors qu'Alex, un pensionnaire, se lève de son lit pour se promener dans l'établissement. Il est surpris par Marie, une autre pensionnaire, qui souhaite l'accompagner. Alors qu'ils se rendent dans la salle d'eau, Marie parle à Alex des « enfants qui font peur », mais Alex ne la croit pas. Alors qu'ils retournent se coucher, Alex entend l'eau de tous les robinets couler dans les lavabos. Il se rend à nouveau dans la salle d'eau, ferme tous les robinets, et quand un éclair illumine le miroir, Alex se dirige vers celui-ci. Après avoir grimpé sur le lavabo, il aperçoit des reflets dans le miroir, sauf qu'il n'y a personne à part lui dans la pièce. Un éclair le surprend, il trébuche et se cogne la tête contre la paroi d'un lavabo, le tuant sur le coup.
En 1958, Anna, une jeune femme, arrive en autobus et vient à la rencontre de Madame Francard, la directrice de Saint Ange. Les pensionnaires, y compris Marie, quittent Saint Ange pour retourner dans leur orphelinat respectif. Avant de partir, Marie semble chuchoter quelque chose à l'oreille d'Anna, puis part rejoindre ses camarades dans le bus. Peu de temps après, Anna fait la connaissance d'Illinca, gouvernante et cuisinière de l'établissement. Il est plus tard révélé qu'Anna est enceinte. Après avoir entendu des bruits, elle s'aperçoit qu'ils viennent du dernier étage. Anna s'y rend et fait la connaissance de Judith, une pensionnaire quelque peu « dérangée » et lunatique, qui subit un traitement thérapeutique à base de pilules.
Le lendemain, Anna nettoie le sol du hall d'entrée, alors qu'un dessin tombe par dessus le balcon. En allant le raccrocher au mur, elle se rend compte que tous les dessins sont identiques et décide de mener l'enquête. Au réfectoire, elle observe les dessins et se remémore les paroles de Marie : « Fais attention aux enfants qui font peur ! ». Mal à l'aise, elle trébuche sur les morceaux de verre, brisé quelque temps plus tôt.
Elle découvre une corde à sauter dans la cour, qui la conduit à une forêt où se trouve une chapelle. Elle y trouve une boîte avec toutes les photos d'anciens pensionnaires, les « enfants qui font peur ». Elle est surprise par Madame Francard qui la réprimande froidement et qui la prie de ne pas en parler à Illinca, qui essaie tant bien que mal d'oublier la tragédie. Anna continue son enquête et recrute Judith pour l'aider à résoudre le mystère des « enfants qui font peur ». Judith devient de plus en plus proche d'Anna, ce qui perturbe Illinca. Plus tard dans le film, Anna confronte Illinca sur les faits antérieurs de Saint Ange, et Illinca lui explique que les enfants sont arrivés en 1946 en ambulance, y compris Judith. Anna demande à Illinca où est-ce qu'ils se trouvent maintenant et s'ils sont toujours en vie, ce à quoi Illinca lui répond qu'il n'y avait seulement que deux médecins pour 300 enfants… Anna semble comprendre qu'ils sont décédés. Un soir, elle se rend avec Judith dans la salle d'eau et avec une lampe torche, brise le miroir. Elles se rendent derrière le miroir, et Judith découvre avec horreur que tout est pourri, y compris la poupée qu'une des pensionnaires lui avait faite auparavant. Elles sont surprises par Illinca, qui les empêchent d'aller plus loin. Judith l'assomme, et avec Anna, elles continuent leur enquête, qui les conduisent à un monte-charge. Anna compte s'y rendre, alors que Judith s'y refuse. Alors que Judith semble la raccompagner hors du miroir, Anna se retourne et court jusqu'au monte-charge. Elle ferme la porte et actionne la manette. Le monte-charge descend au sous-sol, qui apparaît comme un ancien hôpital psychiatrique rénové et aux normes. Elle entend des bruits qui semblent venir de partout, et se réfugie dans une pièce pleine de baignoires où se trouve de l'eau stagnante et noire. Elle se retourne pour sortir de la pièce, mais entend des remous. Elle se retrouve confrontée aux « enfants qui font peur ». Elle sort de la pièce et tente de se convaincre que ce n'est qu'une illusion, mais elle entend plusieurs portes s'ouvrir et ils apparaissent. Anna finit par accoucher dans la douleur, avec l'aide de ceux-ci. Alertée par Illinca, Madame Francard part à la recherche d'Anna avec Daniel. Elle se montre frustrée qu'Anna a fini par découvrir la vérité sur Saint Ange, et Daniel et elle la trouvent morte dans l'hôpital délabré. Alors qu'Illinca se lamente, Madame Francard l'informe qu'elle a eu raison de la prévenir. Toutes les deux quittent l'établissement avec Judith, qui y revient en coup de vent pour « garder un souvenir ». Elle décroche un dessin sur le mur et entend la voix d'Anna l'appeler. Judith se rend dans la chambre de celle-ci, où pendant un bref instant, elle aperçoit ses frères et sœurs de déportation, les « enfants qui font peur », et les yeux vides d'Anna. Elle est surprise par Madame Francard, et toutes les deux finissent par quitter l'établissement. Le dernier plan du film montre la chambre d'Anna, vide, avec ses deux valises.

## Fiche technique
- Titre : Saint Ange
- Réalisation : Pascal Laugier
- Scénario : Pascal Laugier
- Production : Christophe Gans, Richard Grandpierre et Stéphane Sperry
- Musique : Joseph LoDuca
- Photographie : Pablo Rosso
- Montage : Sébastien Prangère
- Décors : Bertrand Seitz
- Costumes : Nathalie Guermah
- Maquillage : Valérie Théry-Hamel
- Pays d'origine :  France
- Format : couleurs - 2,35:1 - Dolby Surround - 35 mm
- Genre : fantastique, drame, horreur
- Durée : 98 minutes
- Date de sortie : 23 juin 2004
- Film interdit aux moins de 12 ans lors de sa sortie en France et en vidéo

## Distribution
- Virginie Ledoyen : Anna Jurin
- Lou Doillon : Judith, la pensionnaire dérangée
- Catriona MacColl : Madame Francard, la directrice de Saint Ange
- Dorina Lazar : Illinca, la cuisinière et Gouvernante de Saint Ange
- Virginie Darmon : Mathilde, une employée de Saint Ange
- Jérôme Soufflet : Daniel, le plombier
- Marie Herry : Marie, une pensionnaire
- Éric Prat : le responsable des Services Sociaux
- Marin Chouquet : Alex, un pensionnaire

## Production
Sauf indication contraire, les informations mentionnées dans cette section peuvent être confirmées par la base de données cinématographiques IMDb,  présente dans la section « Liens externes ».
Le film a été tourné notamment en Roumanie, à Bucarest et aux Castel Film Studios, également à Bucarest.

## Les débats autour du film

### Les différentes interprétations du film
Le film, baignant dans une atmosphère étrange puis fantastique, mais ne livrant pas, à sa fin, la clé de son mystère, a donné lieu à de longs débats entre passionnés quant à son interprétation,. Ces différentes interprétations tournent autour des éléments de base suivants :
- Le rejet par Anna de sa grossesse, apparemment issue d'un viol (dans un cauchemar, elle semble revoir ses violeurs, dans un miroir), sa hantise de l'accouchement, et plus généralement sa névrose.
- La présence étrange dans Saint Ange des fantomatiques « enfants qui font peur », liés au passé de Saint Ange pendant la guerre : selon Helenka (qui est roumaine), 300 enfants tziganes sont arrivés en 1946, en mauvaise santé, donc peut être de retour de déportation. Pour sa part, Anna pense que les enfants ont été maltraités dans l'établissement pendant la guerre par les Nazis. Une partie cachée de l'établissement (derrière le miroir) est restée intacte, hormis la poussière, depuis la guerre.
- On note aussi :
  - Le thème de l'eau et des dysfonctionnements de la plomberie, liée au mystère des « enfants qui font peur » (les interprétations ne semblent pas en donner la clé).
  - Judith est traumatisée par son enfance pendant la guerre et prend des cachets pour se soigner. Certains commentateurs pensent qu'on la drogue pour qu'elle ne révèle pas la vérité.
  - Selon certains, Anna pourrait être venue à Saint Ange quelques années plus tôt (à son arrivée, elle ouvre un placard sur lequel est écrit son nom « Anna Jurin ». Mais d'autres interprétations sont possibles car le nom sur le placard a peut être été accroché afin qu'en tant que nouvelle, elle sache où se trouvent ses affaires…)

Les interprétations tournent autour de l'articulation entre faits réels et vécu subjectif des personnages (avec le thème du miroir, frontière symbolique classique entre le monde de la vie et celui de la mort) :
- L'interprétation rationnelle. Les partisans de cette thèse estiment globalement que les enfants fantômes sont le fruit de l'imagination d'Anna et de Judith. Apparemment culpabilisée (par sa grossesse ou par le déni de celle-ci), Anna exprime - ou justifie - le rejet de son bébé en accusant l'établissement d'avoir maltraité ou laissé maltraiter les enfants pendant la guerre. Les éléments fantastiques seraient alors le fruit de son imagination, un délire allant crescendo, accompagnant son enquête sur les faits historiques, dans laquelle Anna entraîne Judith. Ou alors, un délire exprimant toute sa culpabilité de renier sa grossesse. Il reste cependant une question : si presque tous les éléments fantastiques sont le fruit de l'imagination d'Anna et de Judith (ouvertement "dérangée"), cela n'explique pas la disparition du petit garçon Marin, un fait reconnu par tous dans le film, presque devant les yeux de la petite fille Marie, qui parle elle aussi des « enfants qui font peur » à Anna. Notons également que l'interprétation rationnelle n'empêche pas de penser qu'Anna met également à jour une réalité historique cachée.
- L'interprétation surnaturelle. Selon une autre explication, le film intègre bien une dimension surnaturelle et les fantômes des enfants morts à Saint Ange existent bel et bien. La grossesse d'Anna, sa peur d'enfant et le mystère des « enfants qui font peur » finissent par se rejoindre. Anna serait capable de ressentir la présence des enfants en raison de sa grossesse, ou d'autres traumatismes qu'elle aurait subi : culpabilité, viol, mauvais traitements, voire selon certains, la déportation au cours de son enfance. Judith, qui a également souffert, serait également capable de sentir la présence des enfants fantômes.

Les différences d'interprétation concernent aussi le sort des enfants tziganes à Saint-Ange :
- Interprétation officielle. Selon Helenka, ils sont arrivés après la guerre en 1946, réfugiés - rescapés des camps d'extermination Nazis ? -, en mauvais état physique et mal soignés faute de médecins (2 médecins pour 300 enfants, « trop nombreux » dit Helenka à Anna), donc beaucoup en sont morts.
- Interprétation prêtée à Anna. Les enfants tziganes auraient vécu pendant la guerre à Saint Ange, ils ont été maltraités, voire ont été victimes de l'expérimentation médicale Nazie dans « l'hôpital ».

La fin du film confirme l'existence de deux dimensions séparées : celle accessible à Anna, et dans une moindre mesure à Judith, et celle accessible aux autres personnages, sans qu'il soit possible d'en déduire si la dimension fantastique doit être prise comme le simple fruit de l'imagination des deux femmes ou l'existence d'un autre monde dans l'histoire. Quand Anna et Judith sont face au monte-charge permettant d'accéder à l'étage supposé de l'hôpital des « enfants qui font peur »  et donc de découvrir la vérité sur Saint Ange, Anna décide d'y aller mais Judith s'y refuse. La scène du monte-charge constitue une « descente aux enfers » réelle et symbolique (une longue scène dans l'obscurité, seul le visage d'Anna demeurant éclairé). Ces scènes capitales du monte charge, de la « découverte » de l'hôpital et de l'accouchement ont été interprétées essentiellement de deux façons :
- Interprétation rationnelle. Anna accouche après les chocs du monte-charge (lui-même allégorie du choc physique de l'accouchement également) et meurt avec son bébé. Selon certains, l'accouchement aurait également pu être provoqué par le choc émotionnel de la découverte des horreurs qui se seraient produites à Saint Ange. La scène de l'hôpital tout en blanc avec les enfants blessés serait alors l'ultime délire d'Anna avant qu'elle ne meure en couches.
- Interprétation surnaturelle. Si la dimension rationnelle ne peut être niée (la Directrice retrouve bien les corps d'Anna et de son bébé), Anna serait « réellement » arrivée dans le monde parallèle des « enfants qui font peur », dans le décor de l'hôpital tel qu'il était pendant la guerre.

À la fin du film, Judith revoit Anna dans sa chambre, dans une lumière onirique, en train d'allaiter son bébé (dans une sorte d'allégorie mariale), entourée des enfants blessés. Les yeux vides d'Anna suggèrent qu'elle est morte. La chambre réapparaît peu après, avec une lumière banale, vide, hormis les deux valises laissées par Anna au début du film. Les interprétations rationnelles et surnaturelles se rapprochent alors :
- Interprétation surnaturelle. Une fois morte, Anna rejoint le monde des enfants blessés, qui serait en fait le sien. Elle accepte sa maternité et les orphelins trouvent en elle une mère, conduisant à une sorte d'apaisement serein. Le moyen pour ces victimes innocentes de trouver le bonheur semble donc être ici cette autre dimension. Une perspective chrétienne estimerait qu'il s'agit d'une représentation du paradis.
- Interprétation rationnelle. Il s'agirait d'une simple vision de la part de Judith, fruit de son délire, ou simplement de son espoir.

Pour résumer, plusieurs explications principales sont avancées :
- Il s'agit de bout en bout d'un délire d'Anna et de Judith et Saint Ange ne cache pas de mystères sur l'occupation Nazie. C'est possible : Pascal Laugier ne cache pas que le film est vu à travers les yeux d'Anna[3].
- Il s'agit bien d'un délire, mais il est tout de même porté par la découverte bien réelle de la vérité historique cachée de Saint Ange par Anna.
- On se trouve dans une dimension fantastique où les fantômes existent.
- Il reste aussi la possibilité, avancée par certains, que toute l'histoire, y compris le personnage d'Anna, a été inventée par Judith avant son départ de l'orphelinat. Elle pourrait aussi n'avoir inventé qu'une partie de l'histoire, les crimes Nazis étant bien réels.

Toutefois, une question subsiste : celle de savoir si Judith assiste à la mort d'Anna ? Et sinon, que fait la jeune pensionnaire perturbée durant la scène de la « descente aux enfers » d'Anna ?

### Les différentes significations du film
Ces trois explications s'accordent pour dégager des thématiques majeures, relevant de la psychanalyse :
- Le thème de la souffrance de victimes innocentes : souffrance des enfants pendant la guerre, souffrance d'une jeune femme violée et enceinte dans un contexte de surcroît culpabilisant. Dans cette thématique, la question de l'avortement dans les années 1950 - avec les faiseuse d'anges (sic) - est esquissée.
- Le thème du déni du refoulement : refoulement de sa maternité par Anna et refoulement de la mémoire des crimes nazis par les responsables de l'établissement (à condition que ces crimes aient bien eu lieu à Saint Ange).
- Le thème de la culpabilité. Pour Alain Pelosato du site SFMag : "C'est un film sur la culpabilité et sur un phénomène psychanalytique des rêves que Freud avait qualifié de « cristallisation » : il s’agit de transférer sa culpabilité sur un autre personnage du rêve que soi-même. C’est ce que fait Anna et c’est toujours l’explication rationnelle que l’on peut donner aux hantises."[4].
- Ces thèmes se réconcilient à la fin, une interprétation étant que l'apaisement final des protagonistes vient de l'arrêt des refoulements : la reconnaissance des souffrances des enfants grâce à l'enquête d'Anna et la reconnaissance de sa maternité par Anna.

Finalement, deux sens principaux peuvent être donnés au film :
- L'histoire d'Anna. Pour certains, la véritable histoire, c'est le refoulement de maternité qui conduit Anna à imaginer (ou bien lui révèle) une autre dimension surnaturelle et une autre vérité historique. C'est donc un drame psychologique intime basé sur la question de la grossesse. Ce refoulement de grossesse n'est cependant pas une simple variation sur le fait d'être mère car ses conditions sont particulières :
  - La grossesse est apparemment le fruit d'un viol,
  - Anna est jeune, non mariée et sa grossesse doit être cachée dans le contexte d'une société catholique traditionnelle. Les nombreux plans de croix plaident en ce sens.

Dans cette optique, le véritable sujet au cœur du film, c'est la situation - matérielle et surtout psychologique, affective et médicale - des filles-mères dans ce type de société. Sur le site Internet du producteur, le réalisateur Pascal Laugier donne du crédit à cette signification du film : "La maternité, la peur de l'inconnu, une certaine pesanteur des valeurs de la France d'après-guerre... Voilà les éléments qui m'intéressaient".
- L'histoire des enfants tziganes. Pour d'autres, le cœur du film est le déni de vérité historique et le refoulement des crimes de la Seconde Guerre mondiale. Anna n'est qu'un instrument de la découverte de la vérité, sa grossesse la mettant au minimum en situation d'être réceptive au sujet et servant au mieux d'analogie en termes de déni puis de révélation. Le véritable sujet du film est donc la reconnaissance des crimes du passé. C'est ce qu'écrit par exemple le critique Jean-François Rauger dans Le Monde :" La singularité pertinente du film de Pascal Laugier réside sans doute dans la manière d'identifier le refoulé horrible du récit avec les secrets d'un passé honteux de la France, celui de l'Occupation."[5]. Rappelons que le film arrive dans la longue vague des actes de repentance de la France au sujet du régime de Vichy et de la collaboration à la Solution finale. Dans cette optique, le message du film pourrait être que l'âme des morts comme celle des vivants ne peut trouver la tranquillité tant que la vérité n'a pas été reconnue et assumée. En cas contraire, la chaîne des malheurs continue (à l'instar du fait que le malheur d'Anna - un viol - entraîne celui de son bébé).

### Dans une perspective cinématographique
Sans en donner la clé, sur le site officiel, le producteur du film Christophe Gans replace Saint Ange dans une perspective cinématographique : « Saint Ange n'est ni un film d'horreur, ni un thriller, encore moins un drame psychologique. Saint Ange est un film de mystères, genre un peu oublié qui a pourtant donné au cinéma français quelques-uns de ses plus beaux fleurons poétiques des années 1940 à 1950 : Les Disparus de Saint-Agil, Sortilèges, Marianne de ma jeunesse, Les Diaboliques »."
Le film est souvent comparé à Les Autres (2001), L'Échine du Diable (2001), Fragile (2005), L'Orphelinat (2008), voire Shining (1980).

### Commentaires
Ce film a inspiré le jeu vidéo Rule of Rose.